# Почётная грамота ЦК ВЛКСМ
Почётная грамота ЦК ВЛКСМ — первая награда, учреждённая Центральным комитетом ВЛКСМ. Дата учреждения — 5 сентября 1942 года.                                             

## История
Награда учреждена в период Великой Отечественной войны Постановлением Секретариата ЦК ВЛКСМ С-43/11 от 5 сентября 1942 года.
Грамотой награждались комсомольцы и молодёжь, не состоящая в комсомоле, гражданские и военные комсомольские организации. Информация об учреждении Почётной грамоты ЦК ВЛКСМ и её фотография были опубликованы в газете «Комсомольская правда» 9 сентября 1942 года.
Второй бланк Почётной грамоты ЦК ВЛКСМ появился в апреле 1946 года. Грамота представляла собой лист плотной бумаги с односторонним цветным изображением. В верхней части грамоты на фоне 16 красных знамён были изображены три ордена, которыми был награждён комсомол: орден Красного Знамени, орден Ленина и орден Трудового Красного Знамени. 
Со временем внешний вид грамоты неоднократно менялся. Награждение производилось с 1942 по 1991 год.                                                                                         
Награждённому вручаются Почётная грамота ЦК ВЛКСМ и комсомольский значок, увенчанный лавровой ветвью.